# Bouloye-Siguidi
Bouloye-Siguidi est une localité située dans le département de Gorgadji de la province du Séno dans la région Sahel au Burkina Faso.